# Guerra russosueca (1554–1557)
La Guerra russosueca de 1554-1557, considerada un preludi de la Guerra de Livònia de 1558-1583, fou un conflicte que va tenir lloc entre Suècia, en el regnat de Gustau Vasa i Rússia en el regnat d'Ivan IV "el Terrible", durant els anys 1554-1557. La guerra fou causada per disputes sobre la frontera entre els dos països a Carèlia. La guerra va acabar amb el Tractat de Nóvgorod (1557)

## Preludi
La relació entre Suècia i Rússia no era la millor. Ivan IV de Rússia no considerava el rei suec Gustau I el seu igual i es va negar a negociar amb els ambaixadors de Suècia en persona. Ivan va fer que ambaixadors del rei fessin les consultes amb un governador de Nóvgorod en comptes de rebre'ls al Kremlin de Moscou com podria haver-se esperat entre iguals. El tsar va respondre a les protestes de Gustau: Pregunti als seus comerciants i ells li diran que els suburbis de Nóvgorod són més grans que el d'Estocolm i que els governadors de Nóvgorod són descendents dels governants sobirans dels grans imperis, mentre que els seus pares van vendre bous en un mercat fa diverses dècades.
Malgrat les tenses relacions entre els dos regents, un estat de pau era la situació general durant la major part del regnat del rei Gustau, tal com es va acordar al Tractat de Novgorod (1537). No obstant això, tant els russos i suecs sovint creuaven la frontera per saquejar.

## Guerra
No és clar quina va ser la causa de la guerra i què és el que va començar tot, però podria ser vist com una guerra sueca d'agressió durant una amenaça estratègica. Feia molt de temps que es produïen estralls mutus i saquejos al llarg de la frontera, en part a causa de les disposicions de límits poc clares de la Pau de Nöteborg de 1323.
En 1554 es va iniciar amb tota la frontera finlandesa plena de ràtzies russes, violacions i saquejos. El conflicte es va intensificar encara més quan l'oficial de justícia a la frontera de Kivinäbb Anders Nilsson, en resposta, va travessar la frontera i va dur a terme ràtzies en territori rus. Les accions de Nilsson no van ser sancionades, el que significava que incorria en la ira del rei. Els russos van respondre envaint la zona sueca amb 8.000 homes i els estralls causats foren pitjors que mai.
 
Al gener del 1555, els russos marxaren al llarg de la frontera finlandesa i davant Víborg. Els russos van afirmar que no podien atacar la muntanya, fortament defensada, i es van retirar al cap de tres dies. Els russos van tornar a aparèixer i el març del mateix any, aquest cop amb un exèrcit 30.000 homes sota el comandament del príncep Ivan Bibikoff a través de la frontera. Els suecs duien diversos anys preparats per a una invasió d'aquesta mena i tenien defenses exteriors, que consistien en una mena de murs al llarg del riu Rajajoki, eren al complex Kivinäbb. El fet que la força principal de Rússia de 12.000 homes, comandada per Bibikoff, intentés penetrar les defenses exteriors, va tenir com a resultat la primera batalla de la guerra, la batalla de Kivinäbb, que els suecs van guanyar. Durant aquell any, els suecs també van tractar de dur a terme un atac contra el bastió rus de Nöteborg, però van fracassar. Segons algunes fonts, fou només llavors que els russos van creure que la pau s'havia trencat.
Els russos van reprendre les hostilitats a finals de la tardor i es va produir la calma. Al llarg de l'any havien s'acabaren d'enviar els reforços suec. Gustau Vasa es va aprofitar de la pau temporal i va enfortir les forces que estaven disponibles. Va deixar Viborg el 27 d'octubre i després va dirigir les obres a Turku. Cap al final de l'any el nombre de forces disponibles a Finlàndia era de 8.000 homes, que eren les forces sueques més fortes a Finlàndia fins al moment. L'opinió del rei era que es necessitarien 22.000 homes d'infanteria i 8.000 homes a cavall per defensar Finlàndia. Els camperols finlandesos no van ajudar tant com s'esperava quan es tracta de persones que lluiten. Gustau Vasa va dir una vegada que els finlandesos, en aquell moment, eren "una colla de borratxos i ximples que s'estimaven més la cervesa que la vida, els béns, el benestar i l'honestedat".
Al final de l'any, els russos havien aplegat molta gent a Nóvgorod sota el comandament dels prínceps Piotr Sxeniatev i Dmitri Paletski. A principis de 1556 l'exèrcit rus endegà la seva marxa, amb uns efectius d'entre 10.000 i 54.000 (les fonts difereixen), contra Víborg. Quan els russos, el 21 de gener, van començar a acostar-se a Víborg, va sorgir una batalla a la part davantera del turó. Un torn de guàrdia suec de 500 homes van ser sorpresos per un parell de regiments de cavalleria russos i va esclatar un violent enfrontament. Després d'una valenta batalla empenyeren els suecs darrere dels murs de Víborg. El 22 de gener, els russos van llançar un feroç bombardeig d'artilleria sobre Víborg, però va tenir poc efecte contra els forts murs. Tres dies més tard, l'exèrcit rus va marxar. La raó d'això era que els russos durant la nit van malinterpretar el so del fenc que es portava al Castell de Víborg i creieren en canvi que era cascos de cavalls i que els reforços suecs havien arribat. Després d'això van acabar la major part dels estralls, totes les tropes russes van començar a retirar-se del territori suec i la lluita es va aturar. Durant aquell any el rei va tornar a Suècia. El 2 abril de 1557 es va signar la pau a Nóvgorod. Les condicions eren que la treva es mantindria durant 40 anys i que no es produiria cap canvi de fronteres. La guerra li va costar a Suècia 200.000 marcs en pagament purament relacionats amb la pau i la relació entre Suècia i Rússia després de la guerra va seguir sent relativament inestable.